# Дёмин, Егор Владимирович
Егор Владимирович Дёмин (род. 3 марта 2006, Москва) — российский баскетболист, играющий на позициях разыгрывающего защитника и лёгкого форварда. На драфте НБА 2025 года был выбран под 8-м номером клубом «Бруклин Нетс», это самый ранний выбор российского игрока за всю историю драфтов НБА.

## Биография
Егор Дёмин родился 3 марта 2006 года. Его отец Владимир также был баскетболистом, выступал за российские клубы «Химки» и «Урал-Грейт». Егор Дёмин вырос в Москве и посещал московскую баскетбольную школу «Тринта», где тренировался до 2021 года. Он получал предложения играть в других командах, в том числе в «Химках», но решил остаться в академии до 15 лет, чтобы заниматься со своим тренером Евгением Горбуновым.

### «Реал» Мадрид (2021—2024)
Дёмин отправил видео с нарезкой своих выступлений в европейские клубы, после чего получил предложения от шести из них. Он считался одним из лучших российских игроков и в сентябре 2021 года, в возрасте 15 лет, подписал шестилетний контракт с мадридским «Реалом». Выступая за кадетскую команду «А» в академии мадридского «Реала», он стал победителем чемпионата Испании в 2022 году, набирая в среднем за турнир 17,3 очка и 4,3 подбора. В течение следующих двух сезонов он выступал за юношескую команду «А» и молодёжную команду «Реала» в четвёртом дивизионе Испании.
В 2023 году, выступая за молодёжную команду «Реала», Дёмин стал победителем юниорской Евролиги в возрастной категории до 18 лет и набрал 10 очков в финале турнира, в среднем за игру набирая 8,5 очка и делая 6,8 подбора. В мае 2023 года Дёмин получил приглашение в основной состав «Реала» и дебютировал за него в возрасте 17 лет, проведя на площадке 55 секунд в матче чемпионата Испании против «Уникахи». В сезоне 2023/24 Дёмин провёл 21 матч за молодёжную команду «Реала» и в среднем набирал 13,0 очка и 5,1 подбора за игру. В 2024 году в финале юниорской Евролиги Дёмин набрал 26 очков и сделал 11 подборов, чем помог «Реалу» обыграть французскую академию INSEP в дополнительное время со счётом 85:84. Таким образом, Дёмин стал самым результативным игроком финала турнира и двукратным победителем юниорской Евролиги.
В феврале 2024 года журналист ESPN Джонатан Гивони поставил Дёмина на девятое место в ориентировочном списке игроков для драфта НБА 2025.
В 2024 году Дёмин был одним из номинантов российского списка Forbes 30 Under 30.

### Студенческий баскетбол в США (2024—2025)
По окончании сезона 2023/24 Дёмин решил переехать в США, чтобы играть в баскетбол в студенческих лигах. Он принял приглашение Университета Бригама Янга, и его назвали «возможно, самым заметным перспективным игроком, когда-либо участвовавшим в баскетбольной программе Университета Бригама Янга».
5 ноября 2024 года Дёмин дебютировал в NCAA в матче против команды Университета Центрального Арканзаса, набрал 18 очков, 11 передач, 4 подбора и 4 перехвата и помог своей команде одержать победу со счётом 88:50. Кроме того, Дёмин установил рекорд по передачам для новичка колледжа Бригама Янга. Во втором матче сезона против команды Калифорнийского университета в Риверсайде Дёмин набрал 20 очков и 7 передач. По итогам первой игровой недели Дёмин был признан лучшим новичком в конференции Big 12. 18 ноября 2024 года Дёмин второй раз подряд был признан лучшим новичком недели в конференции Big 12.
22 февраля 2025 года «Кугарз» обыграли команду из Аризоны со счётом 96:95. Во второй половине матча Дёмин отметился попаданием с середины площадки. Всего в матче Дёмин набрал 13 очков и сделал восемь передач и вышел на третье место в списке лучших ассистентов в истории университета среди первокурсников (132 передачи). 22 марта 2025 года «Кугарз» обыграли команду Висконсина в рамках «Мартовского безумия» NCAA со счетом 91:89. Дёмин в этом матче отметился 11 набранными очками, восемью подборами и восемью передачами, а его команда впервые с 2011 года прошла в этап Sweet 16. Однако на этой стадии «Кугарз» уступили команде Университета Алабамы со счётом 88:113 и завершили выступление в турнире.
8 апреля 2025 года Дёмин объявил о выставлении своей кандидатуры на драфт НБА-2025 и был выбран «Бруклин Нетс» под восьмым номером драфта. Контракт Дёмин за 4 года в клубе обойдется команде в $31,34 млн.

### «Бруклин Нетс» (с 2025)
25 июня 2025 года на драфте НБА Дёмин был выбран в первом раунде под общим восьмым номером командой «Бруклин Нетс». Таким образом, он стал первым российским баскетболистом, выбранным в первой десятке на драфте НБА. Стал первым игроком в истории НБА с буквой «ё» на форме. 3 июля 2025 года Дёмин подписал контракт с «Нетс».
10 июля 2025 года Дёмин впервые появился на площадке в составе «Бруклин Нетс» в матче Летней лиги НБА против действующего чемпиона НБА «Оклахомы-Сити Тандер». «Нетс» уступили со счётом 81:90, Дёмин в этой игре провёл на площадке 23 минуты и отметился 8 очками, 4 подборами и одним перехватом. В следующем матче Летней лиги против «Вашингтон Уизардс» Дёмин набрал 12 очков (реализовал 4 трёхочковых броска из 10), 4 подбора и 4 передачи, однако «Нетс» вновь уступили сопернику со счётом 96:102.

### Карьера в сборной
В 2021 году Дёмин был включён в состав сборной России для участия в Европейском турнире претендентов ФИБА до 16 лет, где в среднем за 40 минут набирал 21,1 очка и делал 6,9 подбора. Журналист ESPN Майк Шмитц сравнил его выступление на турнире с выступлением Луки Дончича.

## Статистика

### Статистика в NCAA
| Сезон | Команда    | Conf   | Class | GP | GS | MPG  | FG%  | 3P%  | FT%  | RPG | APG | SPG | BPG | PPG  |
| --- | ---------- | ------ | ----- | -- | -- | ---- | ---- | ---- | ---- | --- | --- | --- | --- | ---- |
| 2024/25 | Бригам Янг | Big 12 | FR    | 33 | 33 | 27,5 | 41,2 | 27,3 | 69,5 | 3,9 | 5,5 | 1,2 | 0,4 | 10,6 |
| Всего | Всего      | Всего  | Всего | 33 | 33 | 27,5 | 41,2 | 27,3 | 69,5 | 3,9 | 5,5 | 1,2 | 0,4 | 10,6 |
| Наведите курсор мыши на аббревиатуры в заголовке таблицы, чтобы прочесть их расшифровку Статистика приведена с сайта sports-reference.com |            |        |       |    |    |      |      |      |      |     |     |     |     |      |

### Статистика в других лигах
| Сезон | Команда            | Лига                                             | GP | GS | MPG  | FG%  | 3P%  | FT%  | RPG | APG | SPG | BPG | PFL | TOV | PPG  |
| --- | ------------------ | ------------------------------------------------ | -- | -- | ---- | ---- | ---- | ---- | --- | --- | --- | --- | --- | --- | ---- |
| 2022/23 | Все клубы          | Все лиги                                         | 9  | 8  | 25,0 | 39,7 | 41,9 | 63,6 | 4,9 | 4,4 | 1,2 | 0,7 | 1,8 | 2,1 | 9,7  |
| 2022/23 | Реал Мадрид (Ю-18) | Турнир в Мюнхене                                 | 4  | 4  | 20,6 | 46,3 | 52,9 | 85,7 | 4,3 | 4,8 | 1,5 | 0,5 | 2,5 | 2,3 | 13,3 |
| 2022/23 | Реал Мадрид (Ю-18) | Euroleague Basketball Next Generation Tournament | 4  | 4  | 35,4 | 34,3 | 36,0 | 25,0 | 6,8 | 5,3 | 1,3 | 1,0 | 1,5 | 2,5 | 8,5  |
| 2022/23 | Реал Мадрид        | Чемпионат Испании                                | 1  | 0  | 0,9  | 0,0  | 0,0  | -    | 0,0 | 0,0 | 0,0 | 0,0 | 0,0 | 0,0 | 0,0  |
| 2023/24 | Все клубы          | Все лиги                                         | 8  | 7  | 28,3 | 42,1 | 18,6 | 73,3 | 6,8 | 4,5 | 2,1 | 0,8 | 0,8 | 4,1 | 15,8 |
| 2023/24 | Реал Мадрид (Ю-18) | Турнир в Подгорице                               | 4  | 4  | 25,3 | 44,0 | 22,7 | 55,6 | 4,3 | 6,0 | 2,5 | 0,3 | 0,5 | 4,5 | 13,5 |
| 2023/24 | Реал Мадрид (Ю-18) | Euroleague Basketball Next Generation Tournament | 4  | 3  | 31,4 | 40,6 | 14,3 | 81,0 | 9,3 | 3,0 | 1,8 | 1,3 | 1,0 | 3,8 | 18,0 |
| Всего | Всего              | Всего                                            | 17 | 15 | 26,5 | 41,1 | 30,2 | 70,7 | 5,8 | 4,5 | 1,6 | 0,7 | 1,3 | 3,1 | 12,5 |
| Наведите курсор мыши на аббревиатуры в заголовке таблицы, чтобы прочесть их расшифровку Статистика приведена с сайта basketball.realgm.com |                    |                                                  |    |    |      |      |      |      |     |     |     |     |     |     |      |